# Léo Mattéï, Brigade des mineurs
Pour les articles homonymes, voir Brigade des mineurs.
Léo Mattéï, Brigade des mineurs ou Léo Mattéï est une série télévisée policière française, créée par Michel Alexandre, Jean-Luc Reichmann et Nathalie Lecoultre, diffusée depuis le 12 décembre 2013 sur TF1 et rediffusée depuis le 1er janvier 2018 sur TV Breizh. Elle est également diffusée depuis le 18 août 2021 sur Disney+ STAR.

## Synopsis
Léo Mattéï est un commandant de police, ayant intégré la brigade des mineurs à la suite de la disparition de sa fille de 8 ans, Eloïse, disparue le 7 novembre 2007 (et finalement retrouvée 8 ans plus tard). Il mène avec son équipe des enquêtes toutes plus complexes les unes que les autres afin d'aider les enfants en danger.

## Distribution

### Acteurs principaux
| Acteurs             | Personnages                                    | Personnages par saison | Personnages par saison | Personnages par saison | Personnages par saison | Personnages par saison | Personnages par saison | Personnages par saison | Personnages par saison | Personnages par saison | Personnages par saison | Personnages par saison | Personnages par saison |
| Acteurs             | Personnages                                    | 1                      | 2                      | 3                      | 4                      | 5                      | 6                      | 7                      | 8                      | 9                      | 10                     | 11                     | 12                     |
| ------------------- | ---------------------------------------------- | ---------------------- | ---------------------- | ---------------------- | ---------------------- | ---------------------- | ---------------------- | ---------------------- | ---------------------- | ---------------------- | ---------------------- | ---------------------- | ---------------------- |
| Jean-Luc Reichmann  | Commandant Léo Mattéï                          | Principal              | Principal              | Principal              | Principal              | Principal              | Principal              | Principal              | Principal              | Principal              | Principal              | Principal              | Principal              |
| Alexandre Achdjian  | Lieutenant Jonathan Nassib                     | Principal              | Principal              | Principal              | Principal              | Principal              | Principal              | Principal              | Principal              | Principal              | Principal              | Principal              |                        |
| Samira Lachhab      | Lieutenant Clara Besson                        | Principale             | Principale             | Principale             | Principale             |                        |                        |                        |                        |                        |                        | Invitée                |                        |
| Florence Maury      | Lieutenant Jeanne Delorme, experte-psychologue | Principale             | Principale             | Principale             | Principale             |                        |                        |                        |                        |                        |                        |                        |                        |
| Stéphane Boucher    | Commissaire Divisionnaire Michel               | Principal              | Principal              | Principal              | Principal              |                        |                        |                        |                        |                        |                        |                        |                        |
| Doudou Masta        | Commandant Lemeur                              | Principal              | Principal              | Principal              | Principal              |                        |                        |                        |                        |                        |                        |                        |                        |
| Baya Rehaz          | Julie Meryme                                   |                        |                        |                        | Principale             |                        |                        |                        |                        |                        |                        |                        |                        |
| Maïra Schmitt       | Eloïse Mattéï                                  |                        |                        |                        |                        | Principale             | Principale             | Principale             | Principale             |                        |                        | Principale             | Principale             |
| Mathilde Lebrequier | Commandant Olivia Lambert                      |                        |                        |                        |                        | Principale             | Principale             | Principale             | Principale             |                        |                        |                        |                        |
| Xavier Mathieu      | Commissaire Alain Cabelle                      |                        |                        |                        |                        | Principal              | Principal              | Principal              | Principal              |                        |                        |                        |                        |
| Linda Bouhenni      | Lieutenant Fred                                |                        |                        |                        |                        | Principale             | Principale             |                        |                        |                        |                        |                        |                        |
| Véronique Jannot    | Dr Fabre, la psychologue d'Eloïse              |                        |                        |                        |                        |                        | Invitée                |                        | Principale             |                        |                        |                        |                        |
| Anthony Colette     | Cédric                                         |                        |                        |                        |                        |                        |                        |                        | Principal              |                        |                        |                        |                        |
| Lola Dubini         | Lieutenant Inès Salma                          |                        |                        |                        |                        |                        |                        |                        |                        | Principale             | Principale             | Principale             | Principale             |
| Stomy Bugsy         | Commissaire Daguerre                           |                        |                        |                        |                        |                        |                        |                        |                        | Principal              | Principal              | Principal              | Principal              |
| Romane Portail      | Lieutenant Marion Da Costa                     |                        |                        |                        |                        |                        |                        |                        |                        | Principale             | Principale             | Principale             | Principale             |
| Brigitte Fossey     | Clo                                            |                        |                        |                        |                        |                        |                        |                        |                        |                        |                        | Principale             | Principale             |
| Natasha St-Pier     | Anaïs                                          |                        |                        |                        |                        |                        |                        |                        |                        |                        |                        |                        | Invitée                |
| Enrico Macias       | Roger                                          |                        |                        |                        |                        |                        |                        |                        |                        |                        |                        |                        | Invité                 |

## Invités

### Saison 1
- Léo Riehl : Mathis Magnier (épisode 1)
- Laëtitia Lacroix : Sabine Magnier (épisode 1)
- Éric Savin : Pierre Magnier (épisode 1)
- Anne-Sophie Girard : l'infirmière de Mathis (épisode 1)
- Francis Renaud : Bruno Deniard (épisode 1)
- Emmanuelle Hauck : Emmanuelle Deniard (épisode 1)
- Kimberly Zakine : Laura Deniard (épisode 1)
- Pauline Cheviller : Julia Vannier (épisode 2)
- Marie Puil : Romane Durieux (épisode 2)
- Garance Mazureck : Garance Clément (épisode 2)
- Christophe Kourotchkine : Stéphane Clément (épisode 2)
- Patricia Thibault : Emma Clément (épisode 2)
- Jean-Michel Meunier : Éric Durieux (épisode 2)
- Anne Lemoël : Hélène Durieux (épisode 2)
- Aurélie Boquien : Céline Vannier (épisode 2)
- Thomas Silberstein : Quentin Laroche (épisode 2)

### Saison 2
- Patrick Ligardes : Julien Weber (épisode 1)
- Jeanne Bournaud : Karine Marchal (épisode 2)
- Elsa Houben : Léa Jacmin (épisode 3)
- Ivàn Gonzàles : Alain Jacmin (épisode 3)
- Jérôme Pouly : Franck Laurent (épisode 3)
- Delphine Cogniard : Hélène Jacmin (épisode 3)
- Marius Blivet : Simon Jacmin (épisode 3)
- Axel Boute : Tony (épisode 4)
- Adrien Ruiz : Florian (épisode 4)

### Saison 3
- David Seigneur : Manu Destrier (épisode 1)
- Bruno Clairefond : Bertrand Cholet (épisode 1)
- Sandrine Molaro : Virginie Cholet (épisode 1)
- Raymond Acquaviva : Christian Delalande (épisode 1)
- Léonard Barkley : Arnaud Cholet (épisode 1)
- Lana Castaneda : Maëlys Cholet (épisode 1)
- Mathieu Barbet : Juge Gauvard (épisode 2)
- Sophie Le Tellier : Mme Legendre (épisode 3)
- Bertrand Constant : Antoine Faubert (épisode 3)
- Idriss Roberson : Nicolas (épisode 4)
- Calypso Chloé-Buijtenhuijs : Laetitia (épisode 4)
- Noé Atonga : Boubacar (épisode 4)
- Brice Ournac : Éric (épisode 4)
- Flor Lurienne : Corinne (épisode 4)
- Max Libert : Max Plisson (épisode 5)
- Béatrice de La Boulaye : Fabienne Langlois (épisode 5)
- Marie Verge : Clothilde Plisson (épisode 5)
- Lou Raphael : Marie Prunoy (épisode 6)
- Camille Aguilar : Zoé (épisode 6)
- Alice Pey : Mélissa (épisode 6)

### Saison 4
- Sophie Michard : Laura (épisode 1)
- Tadrina Hocking : Élodie Mauroy (épisode 1)
- Antoine Basler : Stéphane Mauroy (épisode 1)
- William Dechelette : Thomas (épisode 1)
- Vincent Moscato : Éric Guillard (épisode 2)
- Pascale Michaud : Lucie Dervin (épisode 2)
- Bruno Paviot : Pierre Dervin (épisode 2)
- Nathalie Blanc : Nadège Mosquera (épisode 2)
- Cyril Couton : Thibault Mosquera (épisode 2)
- Mattéo Perez : Quentin Mosquera (épisode 2)
- Slimane : Raphaël (épisode 3)
- Najaa Cynthia (épisode 3)
- Isabelle Pruvot : Sabrina (épisode 3)
- Olivier Baroux : Pierre Aubin (épisode 4)
- Florian Colas : Cyril Aubin (épisode 4)
- Marie Guillard : Catherine Aubin (épisode 4)
- Enya Baroux : Agathe Lalande (épisode 4)
- Pierre-Yves Bon : Kévin Maillard (épisode 4)

### Saison 5
- Mike Nguyen : Lieutenant Martin
- Lilas-Rose Gilberti : Clémence Marchand (épisodes 1 et 2)
- Marie Le Cam : Sophie Marchand (épisodes 1 et 2)
- Avy Marciano : Luc Marchand (épisodes 1 et 2)
- Jeanne-Marie Lavallée : Anne Desmarais (épisode 1)
- Fabien Baïardi : Julien Desmarais (épisode 1)
- Josef Mlekuz : Thomas Desmarais (épisode 1)
- Foued Nabba : Sam (épisode 1)
- Léopold Moati : Quentin Maunier (épisode 1)
- Eliott Le Corre : Kévin (épisodes 1 et 2)
- Clovis Fouin : David / Romain Robert (épisode 2)

### Saison 6
- Esther Valding : Myriam Elsadi (épisode 1)
- Marie Favasuli : Solange Mariani (épisode 1)
- Coralie Audret : Caroline Perrier (épisode 1)
- Patrick Bosso : Franck Perrier (épisode 1)
- Michel Sarran : Mr Germain (épisode 1)
- Gabriel Gros Ugo Delage (épisode 1)
- Rebecca Hampton : Hélène Dolbeault (épisode 2)
- Cyrille Eldin : Stéphane Dolbeault (épisode 2)
- Louis Duneton : Simon Dolbeault (épisode 2)
- Ella Pellegrini : Lisa Malléval (épisode 3)
- Stéphanie Paréja : Anne Letort (épisode 3)
- Charlotte Lévy : Axelle Vandoeuvre (épisode 3)
- Bryan Trésor : Thomas Letort (épisode 3)
- François-Dominique Blin : Marc Letort (épisode 3)
- Bruno Wolkowitch : Maurice Lafarge (épisode 4)
- Carinne Koeppel : Pauline Girard (épisode 4)
- David Brécourt : François Girard (épisode 4)
- Théo Bertrand : Quentin (épisode 4)
- Juliette Arnaud : Maître Keller (épisode 5)
- Fred Bianconi : Bastien Dubois (épisode 5)
- Laurence Cormerais : Alix Garnier (épisode 5)
- Valentin Byls : Octave Garnier (épisode 5)
- Catherine Marchal : Commissaire Ansker (épisodes 5 et 6)
- Esteban Durand  Dorian Perraut (épisode 6)

#### Invitée spéciale
- Véronique Jannot : Dr Fabre, la psychologue d'Eloïse (épisodes 5 et 6)

### Saison 7
- Florence Pernel : Karine Legrand (épisodes 1 et 2)
- Lenni-Kim : Lucas Morin (épisodes 1 et 2)
- Alika Del Sol : Jamila Hamzaoui
- Elisa Ezzedine : Noémie Jacquet (épisodes 1 et 2)
- Catherine Marchal : Commissaire Ansker (épisodes 3)
- Sagamore Stévenin : Thierry Erlanger (épisodes 3 et 4)
- Marie Guillard : Nadine Erlanger (épisodes 3 et 4)
- Solène Hébert : Alice Erlanger (épisodes 3 et 4)
- Noémie Elbaz : Sylvie Delahaye (épisodes 3 et 4)

### Saison 8
- Frédéric Diefenthal : Renaud Lescure (épisodes 1 et 2)
- Aurélie Vaneck : Sabrina Rocca (épisodes 1 et 2)
- Laurent Bateau : Claude Monnier (épisodes 1 et 2)
- Serge Hazanavicius : Éric Casanova (épisodes 3 et 4)
- Sandrine Quétier : Céline Casanova (épisodes 3 et 4)
- Marie Dal Zotto : Claire (épisodes 3 et 4)
- Anne Girouard : Louise Roman (épisodes 3 et 4)
- Yves Rénier : Pierre (épisodes 5 et 6)
- Annelise Hesme : Odile (épisodes 5 et 6)
- Clément Manuel : Philippe (épisodes 5 et 6)
- Lou Jean Capucine (épisodes 5 et 6)

### Saison 9
- Elsa Lunghini  Isabelle Bourdier (épisodes 1 et 2)
- Franck Sémonin : Clément Bertrand (épisodes 1 et 2)
- Charlotte Valandrey : la directrice de l'école de danse (épisodes 1 et 2)
- Laurent Ournac : Pierre Pasquier  (épisodes 3 et 4)
- Astrid Veillon : Marine Pasquier (épisodes 3 et 4)
- Liliane Rovère : Monique Pasquier (épisodes 3 et 4)
- Anggun : Mai-Lan Pasquier  (épisodes 3 et 4)
- Armelle Deutsch : Hélène (épisodes 5 et 6)
- Zoé Félix : Nadia (épisodes 5 et 6)
- Thomas Jouannet : Pascal (épisodes 5 et 6)

### Saison 10
- Lorie Pester Sonia Meyer (épisodes 1 et 2)
- Firmine Richard : Agnès Moreau (épisodes 1 et 2)
- Juliette Tresanini : Blanche Lesage (épisodes 1 et 2)
- Rebecca Benhamour : Karine Bianchi (épisodes 1 et 2)
- Xavier Deluc : Patrick Lefort (épisodes 3 et 4)
- Estelle Lefébure : Amanda Martel (épisodes 3 et 4)
- Stéphane Henon : Jérôme Martel (épisodes 3 et 4)
- Jeremy Banster : Daniel Rossi (épisodes 3 et 4)
- Mimie Mathy : Chantal (épisodes 5 et 6)
- Philippe Bas : Yann Aguilar (épisodes 5 et 6)
- Leeloo Eyme : Jade Morin (épisodes 5 et 6)
- Avy Marciano : Paul Morin (épisodes 5 et 6)
- Diane Robert : Émilie Morin (épisodes 5 et 6)
- Dembo Camilo : Eliott Bruneau  (épisodes 5 et 6)
- Aaliyah Lexilus : Nina Venturi  (épisodes 5 et 6)

### Saison 11
- Alexis Loret : Franck Lemonnier (épisodes 1 et 2)
- Lucie Lucas : Laure Lemonnier (épisodes 1 et 2)
- Jean-Baptiste Maunier : Aurélien Guichard (épisodes 1 et 2)
- Pola Petrenko : Nadia Guichard (épisodes 1 et 2)
- Patrick Chanfray : Pierre Batisti (épisodes 3 et 4)
- Ingrid Chauvin : Paula Brasseur (épisodes 3 et 4)
- Fabrice Deville : Fabio Millet (épisodes 3 et 4)
- Arnaud Gidoin : Julien Brasseur (épisodes 3 et 4)
- Baptiste Giabiconi : le déménageur (épisodes 1 à 4)
- Alexandre Brasseur : Thomas Rivier (épisodes 5 et 6)
- Marie-Christine Adam : Constance Rivier (épisodes 5 et 6)
- Franck Adrien : Commandant Spagnolo (épisodes 5 et 6)

#### Invitée spéciale
- Samira Lachhab : Clara Besson (épisodes 5 et 6)

### Saison 12
- Bénabar : Lars Hansen (épisodes 1 et 2)
- Mélanie Page : Rebecca Hansen (épisodes 1 et 2)
- Natacha Régnier :  Soizic Dupuy (épisodes 1 et 2)
- Grégory Questel : Cyril Dupuy (épisodes 1 et 2)
- Arthur Jugnot : Ludovic Marquiso (épisodes 1 et 2)
- Léonard Signoret : Adam Hansen (épisodes 1 et 2)
- Katell Varvat : Louise Dupuy (épisodes 1 et 2)
- Hugo Attard : Félix Dupuy (épisodes 1 et 2)
- Cameron Bain : Gary Marquiso (épisodes 1 et 2)
- Kathy Packianathan : Ophélie (épisodes 1 et 2)
- Anne Caillon : la procureure (épisodes 1 et 2)
- Alexandre Varga : Romain Fournier (épisodes 3 et 4)
- Jennifer Lauret : Alice Fournier (épisodes 3 et 4)
- Raphaël Brottier : Adrien Fournier (épisodes 3 et 4)
- Yelena Polizzi : Tamara Fournier (épisodes 3 et 4)
- Florence Coste : Susana Branco (épisodes 3 et 4)
- Giulia Sagnier : Ana Branco (épisodes 3 et 4)
- Joy Esther : Sybille Laurens (épisodes 3 et 4)
- Sacha Labbé : Steve Morand (épisodes 3 et 4)
- Violette Cerato : Charline (épisodes 3 et 4)
- Gwendal Marimoutou : Randal Mortimer (épisodes 3 et 4)
- Laure Rivaud-Pearce : Michèle Cabrera (épisodes 3 et 4)
- Karine Ferri : Charlotte Dumont (épisodes 5 et 6)
- Olivier Sitruk : Joachim Dumont (épisodes 5 et 6)
- Lou Deleuze : Mathilde Dumont (épisodes 5 et 6)
- Cypriane Gardin : Marie Millot (épisodes 5 et 6)
- Mareva Galanter : Aline Berger (épisodes 5 et 6)
- Livio Azzarello : Gaspard Berger (épisodes 5 et 6)
- Philippe Lévy : Yvan Millot (épisodes 5 et 6)
- Aby Olichet : Célia N'Daye (épisodes 5 et 6)
- Charles-Éric Petit : Yves Tellier (épisodes 5 et 6)
- Robin Boitard : Dylan Lavant (épisodes 5 et 6)
- Cyril Étesse : Gardien du foyer (épisode 6)

#### Invités spéciaux
- Natasha St-Pier : Anaïs (épisodes 1 à 6)
- Enrico Macias : Roger (épisodes 3, 4 et 6)

## Fiche technique
- Production : LGM-Films-LGM, Papillonnoms, BIG BAND STORY, avec la participation de TF1
- Produit par Cyril Colbeau-Justin, Jean-Baptiste Dupont et Jean-Luc Reichmann
- Musique : Sophie Morizet , Come Aguiar
- Scénario : Anne-Charlotte Kassab, Eric Delafosse, Yann le Gal, Émilie Clamart-Marsollat, Nathalie Hugon , Chloé Glachant , Maxime Cormier , Eric Fuhrer
- Direction de Collection : Yann le Gal
- Créé par Jean-Luc Reichmann, Nathalie Lecoultre et Michel Alexandre
- Directrice Artistique : Nathalie Lecoultre
- Réalisation : Alexis Davide, David Morley, Ludovic Colbeau-Justin, Raphael Jade , Hervé Renoh , Nathalie Lecoultre
- Durée : 60 minutes
- Pays :  France
- Genre : Série policière
- Lieu de tournage : Paris (saisons 1 à 4), Marseille (saisons 5 à 10)

## Audiences

### Audiences
| Saison | Nombre d'épisodes    | Audience (en millions) | Audience (en millions) | Audience (en millions) | Audience (en millions) | Audience (en millions) | Audience (en millions) | Audience (en millions) | Audience (en millions) | Audience (en millions) | Audience (en millions) | Audience (en millions) |
| Saison | Nombre d'épisodes    | E1                     | E2                     | E3                     | E4                     | E5                     | E6                     | Première               | Finale                 | Moyenne                | Minimum                | Maximum                |
| ------ | -------------------- | ---------------------- | ---------------------- | ---------------------- | ---------------------- | ---------------------- | ---------------------- | ---------------------- | ---------------------- | ---------------------- | ---------------------- | ---------------------- |
| 1      | 2                    | 6,34                   | 5,66                   | -                      | -                      | -                      | -                      | 6,34                   | 5,66                   | 6,00                   | 5,66                   | 6,34                   |
| 2      | 4                    | 5,54                   | 4,46                   | 6,00                   | 5,03                   | -                      | -                      | 5,54                   | 5,03                   | 5,26                   | 4,46                   | 6,00                   |
| 3      | 6                    | 4,68                   | 3,90                   | 5,46                   | 4,61                   | 5,52                   | 4,91                   | 4,68                   | 4,91                   | 4,85                   | 3,90                   | 5,52                   |
| 4      | 4                    | 5,38                   | 4,28                   | 4,87                   | 4,14                   | -                      | -                      | 5,38                   | 4,14                   | 4,67                   | 4,14                   | 5,38                   |
| 5      | 2 (1 en 2 parties)   | 5,79                   | 5,42                   | -                      | -                      | -                      | -                      | 5,79                   | 5,42                   | 5,61                   | 5,79                   | 5,42                   |
| 6      | 6 (dont 1 en 2 part) | 4,78                   | 4,12                   | 4,71                   | 4,20                   | 4,51                   | 4,10                   | 4,78                   | 4,10                   | 4,40                   | 4,10                   | 4,78                   |
| 7      | 4 (2 en 2 parties)   | 4,84                   | 4,36                   | 5,03                   | 4,49                   | -                      | -                      | 4,84                   | 4,49                   | 4,68                   | 4,36                   | 5,03                   |
| 8      | 6 (3 en 2 parties)   | 5,52                   | 5,07                   | 5,54                   | 5,17                   | 5,28                   | 4,83                   | 5,52                   | 4,83                   | 5,24                   | 5,54                   | 4,83                   |
| 9      | 6 (3 en 2 parties)   | 4,84                   | 4,49                   | 4,49                   | 4,10                   | 4,58                   | 4,28                   | 4,84                   | 4,28                   | 4,46                   | 4,10                   | 4,84                   |
| 10     | 6 (3 en 2 parties)   | 4,47                   | 4,18                   | 4,49                   | 4,29                   | 4,10                   | 4,11                   | 4,49                   | 4,11                   | 4,27                   | 4,10                   | 4,49                   |
| 11     | 6 (3 en 2 parties)   | 3,98                   | 3,61                   | 3,92                   | 3,63                   | 4,14                   | 3,84                   | 3,98                   | 3,84                   | 3,85                   | 3,61                   | 4,14                   |
| 12     | 6 (3 en 2 parties)   | 3,67                   | 3,38                   | 3,66                   | 3,21                   | 3,49                   | 3,38                   | 3,67                   | 3,38                   | 3,47                   | 3,21                   | 3,67                   |

- Les plus hauts chiffres d'audience
- Les plus bas chiffres d'audience

### Graphique
- Lancement
- Moyenne
- Finale
- Minimum
- Maximum

## Autour de la série
Dans la nuit du 23 au 24 avril 2021, l’acteur Yves Rénier décède peu de temps après la diffusion de l’épisode « Les blessures de l'enfance » de la saison 8, dans lequel il incarnait un gourou d’une secte.
Les deux premiers épisodes de la saison 9 marquent la dernière apparition à l'écran de l’actrice Charlotte Valandrey avant son décès ; elle y incarne la directrice d’une école de danse.

## Réception critique
Sur Allociné, la série obtient une moyenne de 2,6/5 pour 342 notes dont 43 critiques.